# Linea Sasshō

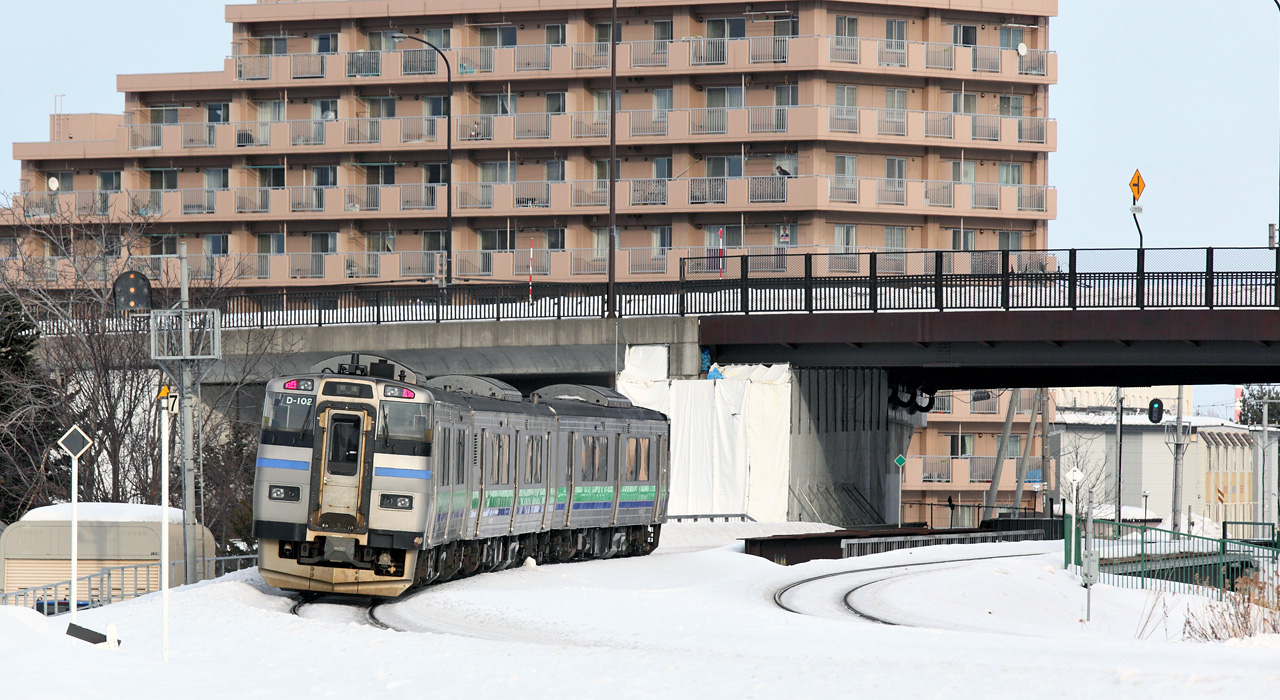
Un treno locale fra Taihei e Shin-Kotoni, a Sapporo

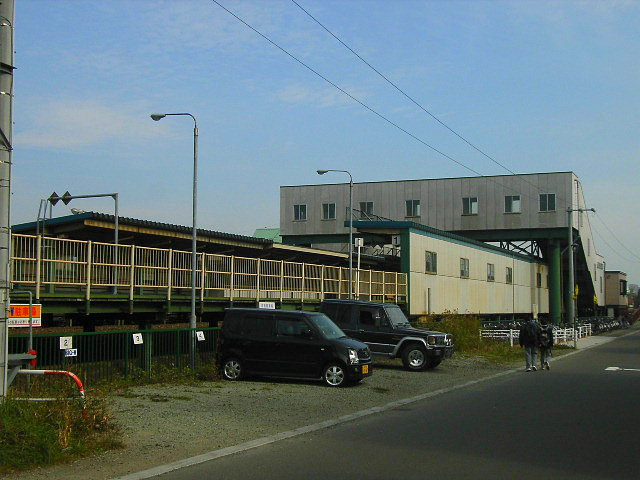
La stazione di Takuhoku, nella parte urbana della linea

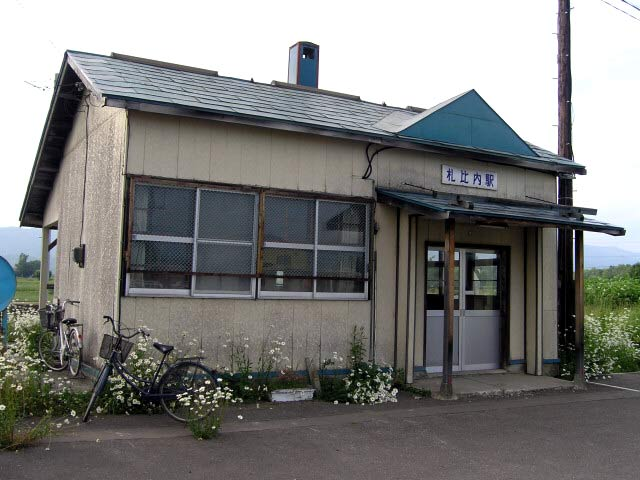
La stazione di Sappinai, situata nella parte più a nord

La linea Sasshō (札沼線?, Sasshō-Sen) è una linea ferroviaria nella prefettura di Hokkaidō, gestita da JR Hokkaidō.
Essa attualmente collega la stazione di Sōen, nel centro del capoluogo prefetturale Sapporo, con la stazione di Hokkaidō-Iryōdaigaku, nell'omonimo borgo; fino al 1972 la ferrovia proseguiva fino ad Ishikari-Numata, sulla linea principale Rumoi.
Proprio dai nomi delle due città che una volta questa linea collegava, Sapporo (札幌?) e Numata (沼田?) sono stati presi i kanji che ne compongono il nome.

## Tracciato
La linea si sviluppa in direzione nord-sud e, tralasciando la linea principale Hakodate da cui si origina a Sōen, non ha interscambi diretti con nessun'altra linea ferroviaria; la stazione di Shin-Kotoni è però una fermata anche della metropolitana di Sapporo.
Vi è una grande differenza fra la parte sud e la parte nord della linea; mentre la prima attraversa la parte settentrionale della città di Sapporo ed ha un carattere fortemente urbano, la parte nord è invece una tranquilla linea di campagna che attraversa una zona senza grandi centri urbani e sulla quale, pertanto, vi è meno traffico.

## Treni
Su questa linea viene effettuato soltanto servizio locale. Nella parte urbana della linea, elettrificata nel marzo 2012, il servizio è piuttosto frequente, mentre la frazione rurale è percorsa da pochi treni al giorno.

## Stazioni
Le stazioni da Ishikari-Kanazawa a Shintotsukawa non sono numerate.
| Nr.   | Nome                 | Nome in lingua originale | Distanza da Sōen | Coincidenze                                         | Posizione (tutte le stazioni si trovano in Hokkaidō) |
| ----- | -------------------- | ------------------------ | ---------------- | --------------------------------------------------- | ---------------------------------------------------- |
| S02   | Sōen                 | 桑園                     | 0,0 km           | Hokkaidō Railway Company: Linea principale Hakodate | Chūō-ku, Sapporo                                     |
| G03   | Hachiken             | 八軒                     | 2,2 km           |                                                     | Nishi-ku, Sapporo                                    |
| G04   | Shinkawa             | 新川                     | 3,7 km           |                                                     | Kita-ku, Sapporo                                     |
| G05   | Shin-Kotoni          | 新琴似                   | 5,6 km           | Metropolitana di Sapporo: Linea Nanboku             | Kita-ku, Sapporo                                     |
| G06   | Taihei               | 太平                     | 7,3 km           |                                                     | Kita-ku, Sapporo                                     |
| G07   | Yurigahara           | 百合が原                 | 8,6 km           |                                                     | Kita-ku, Sapporo                                     |
| G08   | Shinoro              | 篠路                     | 10,2 km          |                                                     | Kita-ku, Sapporo                                     |
| G09   | Takuhoku             | 拓北                     | 12,2 km          |                                                     | Kita-ku, Sapporo                                     |
| G10   | Ainosato-Kyōikudai   | あいの里教育大           | 13,6 km          |                                                     | Kita-ku, Sapporo                                     |
| G11   | Ainosato-Kōen        | あいの里公園             | 15,1 km          |                                                     | Kita-ku, Sapporo                                     |
| G11-1 | ROYCE' Town          | ロイズタウン             | 17,9 km          |                                                     | Tōbetsu                                              |
| G12   | Ishikari-Futomi      | 石狩太美                 | 19,3 km          |                                                     | Tōbetsu                                              |
| G13   | Ishikari-Tōbetsu     | 石狩当別                 | 25,9 km          |                                                     | Tōbetsu                                              |
| G14   | Hokkaidō-Iryōdaigaku | 北海道医療大学           | 28,9 km          |                                                     | Tōbetsu                                              |